# Prionostemma cubanum
Prionostemma cubanum is een hooiwagen uit de familie Sclerosomatidae.